# Пограбування на площі Норрмальмсторг

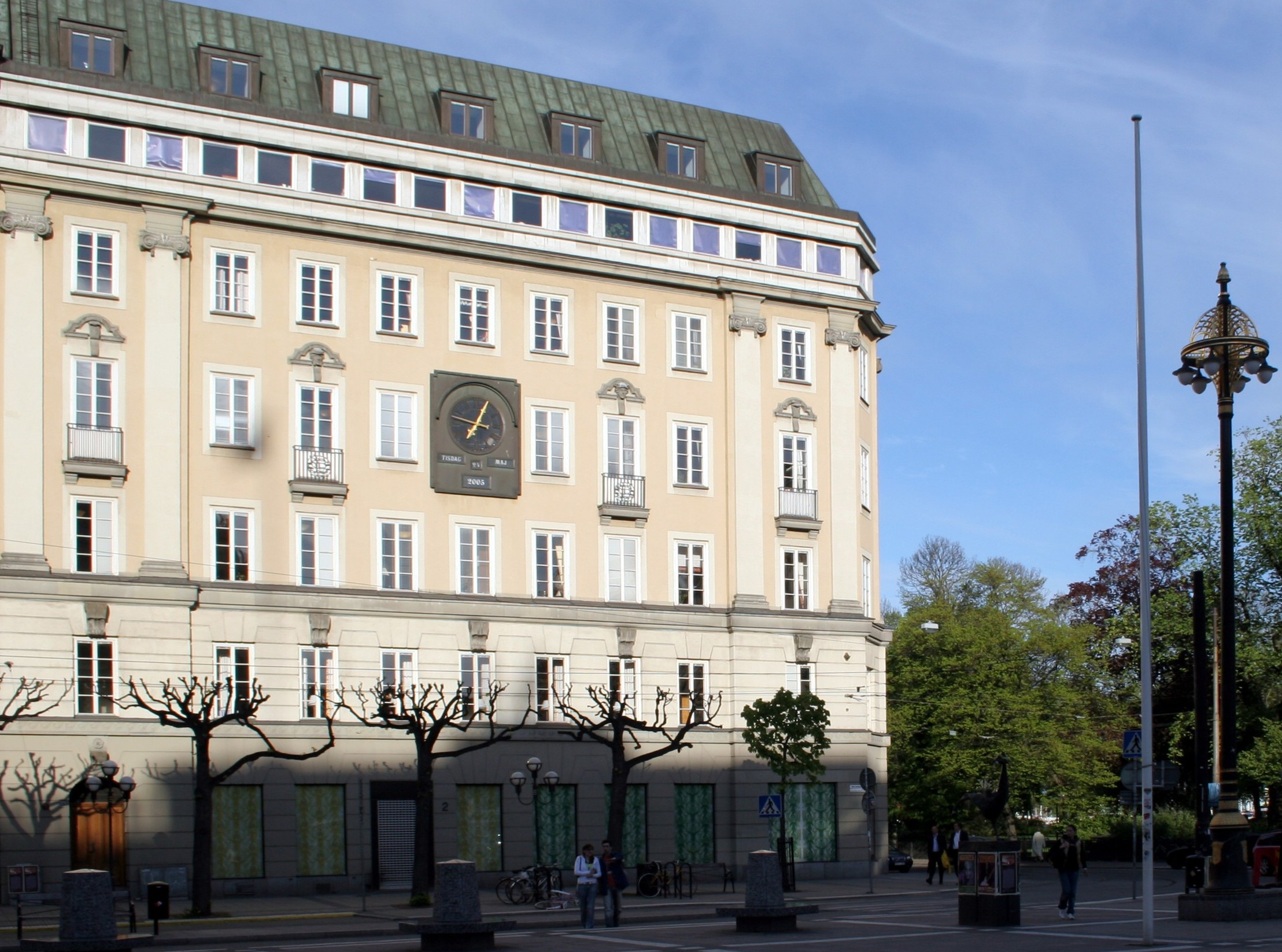
Колишня будівля Kreditbanken на площі Норрмальмсторг 2005 року

Пограбування на площі Норрмальмсторг — пограбування банку з захопленням заручників, найбільш відоме тим, що послужило джерелом терміна стокгольмський синдром. Сталося на площі Норрмальмсторг у Стокгольмі, Швеція, в 1973 році і було першою кримінальною подією в Швеції, яка висвітлювалася в прямому ефірі по телебаченню. Засуджений злочинець Ян-Ерік Ульсон, який отримав відпустку з в'язниці, пограбував банк, взявши чотирьох заручників. У ситуації із захопленням заручників поліція погодилася привезти до банку його друга Кларка Улофссона. Злочинцям вдалося сформувати відносини прихильності із заручниками, які стали захищати своїх захопників, попри повторювані загрози з боку останніх. Через п'ять днів після захоплення заручників поліція провела атаку сльозогінним газом, і грабіжники здалися. Ульсон був засуджений до 10 років за пограбування, тоді як Улофссон у підсумку був виправданий. Парадоксальні дії заручників привели до значного академічного і суспільного інтересу до події, зокрема до появи шведського телевізійного фільму 2003 року і американського 2018 року.

## Події
23 серпня 1973 Ян-Ерік «Янне» Ульсон, який отримав відпустку з в'язниці, прийшов у будівлю банку Kreditbanken на площі Норрмальмсторг у центрі Стокгольма і спробував пограбувати банк. Негайно була викликана поліція, і двоє поліціянтів увійшли всередину, після чого Ульсон відкрив вогонь і поранив у руку одного з них, Інгемара Варпфельдта. Іншому Ульсон наказав сісти на стілець і «заспівати що-небудь»; він почав співати «Lonesome Cowboy» Елвіса Преслі. Після цього Ульсон взяв у заручники чотирьох осіб. Він зажадав, щоб до нього привели його друга Кларка Улофссона, а також дали 3 мільйони шведських крон, 2 пістолети, бронежилети, шоломи і швидкохідну машину. Улофссон був рецидивістом, який взяв участь у кількох збройних пограбуваннях і актах насильства, перше з яких у віці 16 років.
Уряд дав дозвіл привести Улофссона як канал зв'язку разом із поліціянтами-перемовниками. Одна із заручників, Крістін Енмарк, сказала, що відчуває себе в безпеці з Ульсоном і Улофсоном, але боїться, що поліція може з використанням насильницьких методів загострити ситуацію. Ульсон і Улофссон забарикадувалися у внутрішньому головному сховищі, де вони тримали заручників. Учасники переговорів погодилися, що грабіжники можуть отримати машину для втечі, але їм не дозволять взяти з собою заручників.
Ульсон зробив телефонний дзвінок прем'єр-міністру Улофу Пальме і сказав, що вб'є заручників, підкріпивши загрозу тим, що схопив одну із заручниць за шию задушливою хваткою; коли він повісив трубку, було чути її крик. На наступний день Пальме отримав ще один дзвінок. Цього разу з ним розмовляла заручниця Крістін Енмарк, яка сказала, що дуже незадоволена його ставленням, і просила його дозволити грабіжникам покинути місце разом із заручниками.
Улофссон ходив по сховищу, співаючи «Killing Me Softly» Роберти Флек. 26 серпня поліціянти просвердлили дірку в головне сховище з квартири зверху. Через дірку була зроблена фотографія заручників разом з Улофссоном. Улофссон також двічі стріляв у дірку зі своєї зброї і з другої спроби поранив поліцейського в руку і обличчя.
Ульсон вистрілив зі своєї зброї і пригрозив убити заручників, якщо буде проведена будь-яка спроба газової атаки. Незважаючи на це, 28 серпня газова атака була проведена, і через півгодини Ульсон і Улофссон здалися. Ніхто із заручників не отримав довготривалих травм.

### Після пограбування
Ульсон і Улофссон були визнані винними в пограбуванні і засуджені до тривалих термінів тюремного ув'язнення. Однак Улофссон наполягав, що не допомагав Ульсону і намагався врятувати заручників, підтримуючи спокійну обстановку. В апеляційному суді вирок Улофссона був скасований. Пізніше він кілька разів зустрічався з заручницею Крістін Енмарк, і їх сім'ї стали друзями. Згодом він не припинив чинити злочини.
Ульсон був засуджений до 10 років в'язниці. Він отримав багато захоплених листів від жінок, які вважали його привабливим. Згодом він одружився з однією з них (іноді помилково стверджується, що це була одна з колишніх заручниць). Стверджується, що після звільнення він продовжував скоювати злочини. Він переховувався від шведської влади протягом 10 років через передбачувані фінансові злочини, але в 2006 році з'явився з повинною в поліцію, де йому повідомили, що розслідування за звинуваченням було припинено.
Симпатія заручників до своїх захопників викликала академічний інтерес. Криміналіст Нільс Бейерут придумав шведський термін Norrmalmstorgssyndromet (Стокгольмський синдром). Заручники, незважаючи на погрози Ульссона, не виявляли агресії стосовно поліції або один до одного.
1996 року Ульсон переїхав до північно-східного Таїланду зі своєю тайською дружиною і їх сином, а у 2013 році повернувся до Швеції. У 2009 році у Швеції було опубліковано автобіографію Ульссона Stockholms-syndromet.
З нагоди 40-ї річниці пограбування на площі Норрмальсторг 23 серпня 2013 року газети взяли інтерв'ю в учасників, а телебачення освітило річницю.

## Культурний вплив
- Телефільм 2003 року Norrmalmstorg режисера Хокана Лінде неточно заснований на подіях[12].
- Коротка художня історія Джо Мено Stockholm 1973 була опублікована в американському літературному журналі Timothy McSweeney's Quarterly Concern.
- Stockholm, фільм 2018 року режисера Роберта Будро розповідає художню історію пограбування[13].
- Пісня Stockholm Syndrome з альбому Absolution групи Muse заснована на подіях.

Загальна концепція стокгольмського синдрому і сам термін стокгольмський синдром безліч разів згадувалися в популярній культурі.